# حديبة السرج التركي
حديبة السرج التركي هي ارتفاع في العظم الوتدي خلف التلم التصالبي.
هذا الارتفاع المتوسط إلى البارز يكون الحد الخلفي لتلم أمام التصالبة والحد الأمامي للحفرة النخامية.

## صور إضافية

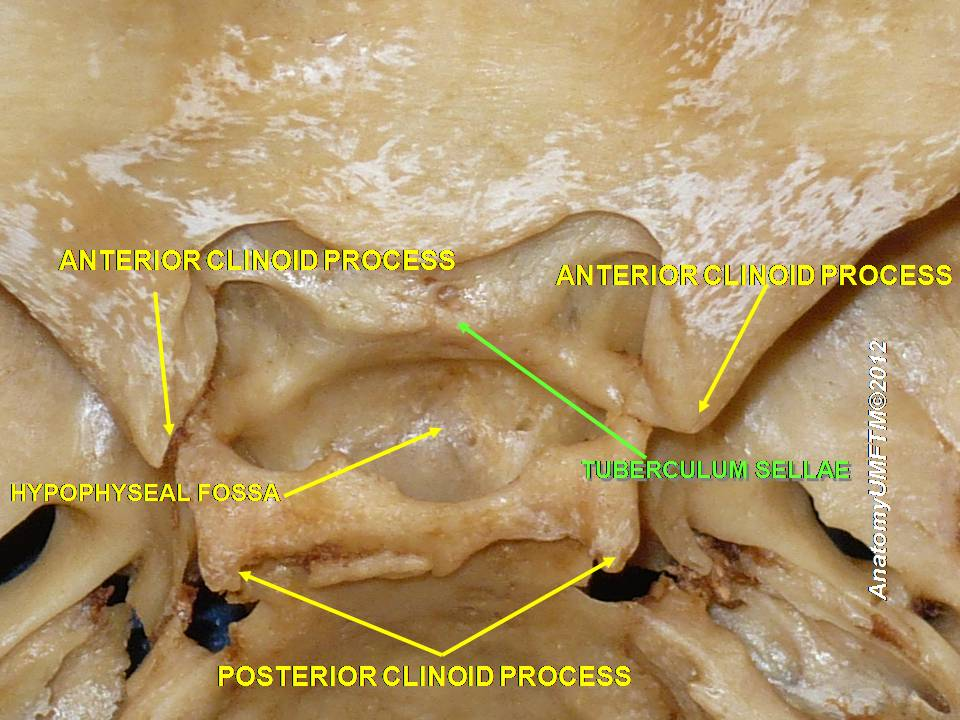
حديبة السرج التركي